# Rappresentanti dell'Alabama
L'Alabama è attualmente rappresentato alla Camera dei rappresentanti degli Stati Uniti da sette delegati, eletti in distretti con il sistema first-past-the-post ogni due anni. Durante il periodo in cui l'area era organizzata come Territorio, vi era un singolo distretto che ricopriva tutto il territorio (at-large), e in vari periodi della sua storia, lo stato è stato rappresentato da diversi delegati (fino a 8) eletti in un'unica lista nazionale, con un singolo distretto.
Essendo il numero dei delegati proporzionale alla popolazione dello stato, nel passato lo stato ha potuto contare su una rappresentanza alla Camera fino a dieci delegati; dal 1973 i distretti sono sette, numero confermato anche secondo l'ultimo censimento del 2020.

## Elenco

### Distretto congressualeat-largedel Territorio dell'Alabama
| N. | Foto | Rappresentante           | Partito | Carica          | Carica           | Congresso | Mandati | Elezioni                                |
| N. | Foto | Rappresentante           | Partito | Inizio          | Termine          | Congresso | Mandati | Elezioni                                |
| -- | ---- | ------------------------ | ------- | --------------- | ---------------- | --------- | ------- | --------------------------------------- |
| 1  |      | John Crowell (1780-1846) | Nessuno | 29 gennaio 1818 | 14 dicembre 1819 | 15 · 16   | 1⁄2     | 1818 Candidatosi nel distretto at-large |

### Distretto congressualeat-large
| Congresso                               | Durata                                  | 1° seggio                               | 2° seggio                               | 3° seggio                               | 4° seggio                               | 5° seggio                               | 6° seggio                               | 7° seggio                               | 8° seggio                               |  |
| Distretto istituito il 14 dicembre 1819 | Distretto istituito il 14 dicembre 1819 | Distretto istituito il 14 dicembre 1819 | Distretto istituito il 14 dicembre 1819 | Distretto istituito il 14 dicembre 1819 | Distretto istituito il 14 dicembre 1819 | Distretto istituito il 14 dicembre 1819 | Distretto istituito il 14 dicembre 1819 | Distretto istituito il 14 dicembre 1819 | Distretto istituito il 14 dicembre 1819 |  |
| --------------------------------------- | --------------------------------------- | --------------------------------------- | --------------------------------------- | --------------------------------------- | --------------------------------------- | --------------------------------------- | --------------------------------------- | --------------------------------------- | --------------------------------------- |  |
| 16                                      | 1819—1821                               | John Crowell (DR)                       |                                         |                                         |                                         |                                         |                                         |                                         |                                         |  |
| 17                                      | 1821—1823                               | Gabriel Moore (DR)                      |                                         |                                         |                                         |                                         |                                         |                                         |                                         |  |
| Distretto abolito il 4 marzo 1823       |                                         |                                         |                                         |                                         |                                         |                                         |                                         |                                         |                                         |  |
| Distretto ri-istituito il 4 marzo 1841  |                                         |                                         |                                         |                                         |                                         |                                         |                                         |                                         |                                         |  |
| 27                                      | 1841—1843                               | Reuben Chapman (D)                      | George S. Houston (D)                   | Dixon H. Lewis (D)                      | William W. Payne (D)                    | Benjamin G. Shields (D)                 |                                         |                                         |                                         |  |
| Distretto abolito il 4 marzo 1843       |                                         |                                         |                                         |                                         |                                         |                                         |                                         |                                         |                                         |  |
| Distretto ri-istituito il 4 marzo 1873  |                                         |                                         |                                         |                                         |                                         |                                         |                                         |                                         |                                         |  |
| 43                                      | 1873—1875                               | Charles C. Sheats (R)                   | Alexander White (R)                     |                                         |                                         |                                         |                                         |                                         |                                         |  |
| 44                                      | 1875—1877                               | William H. Forney (D)                   | Burwell B. Lewis (D)                    |                                         |                                         |                                         |                                         |                                         |                                         |  |
| Distretto abolito il 4 marzo 1877       |                                         |                                         |                                         |                                         |                                         |                                         |                                         |                                         |                                         |  |
| Distretto ri-istituito il 4 marzo 1913  |                                         |                                         |                                         |                                         |                                         |                                         |                                         |                                         |                                         |  |
| 63 · 64                                 | 1913—1917                               | John W. Abercrombie (D)                 |                                         |                                         |                                         |                                         |                                         |                                         |                                         |  |
| Distretto abolito il 4 marzo 1917       |                                         |                                         |                                         |                                         |                                         |                                         |                                         |                                         |                                         |  |
| Distretto ri-istituito il 4 marzo 1963  |                                         |                                         |                                         |                                         |                                         |                                         |                                         |                                         |                                         |  |
| 88                                      | 1963—1965                               | Albert Rains (D)                        | George M. Grant (D)                     | George W. Andrews (D)                   | Kenneth A. Roberts (D)                  | Armistead I. Selden, Jr. (D)            | George Huddleston, Jr. (D)              | Carl Elliott (D)                        | Robert E. Jones, Jr. (D)                |  |
| Distretto abolito il 4 marzo 1965       |                                         |                                         |                                         |                                         |                                         |                                         |                                         |                                         |                                         |  |

### 1º distretto
| N.                                        | Foto               | Rappresentante             | Partito            | Partito                                  | Carica           | Carica           | Congressi                                                           | Mandati                              | Elezioni |
| N.                                        | Foto               | Rappresentante             | Partito            | Partito                                  | Inizio           | Termine          | Congressi                                                           | Mandati                              | Elezioni |
| ----------------------------------------- | ------------------ | -------------------------- | ------------------ | ---------------------------------------- | ---------------- | ---------------- | ------------------------------------------------------------------- | ------------------------------------ | --- |
| Il distretto venne creato il 4 marzo 1823 |                    |                            |                    |                                          |                  |                  |                                                                     |                                      | |
| 1                                         |                    | Gabriel Moore              |                    | Democratico-Repubblicano poi Jacksoniano | 4 marzo 1823     | 3 marzo 1829     | 18 · 19 · 20                                                        | 3                                    | 1822 · 1824 · 1826 Candidatosi poi nel distretto at-large |
| 2                                         |                    | Clement C. Clay            |                    | Jacksoniano                              | 4 marzo 1829     | 3 marzo 1835     | 21 · 22 · 23                                                        | 3                                    | 1828 · 1830 · 1832 Candidatosi come Governatore |
| 3                                         |                    | Reuben Chapman             |                    | Jacksoniano poi Democratico              | 4 marzo 1835     | 3 marzo 1841     | 24 · 25 · 26                                                        | 3                                    | 1834 · 1836 · 1838 Candidatosi poi nel distretto at-large |
| Distretto inattivo                        | Distretto inattivo | Distretto inattivo         | Distretto inattivo | Distretto inattivo                       | 3 marzo 1841     | 3 marzo 1843     | 27                                                                  |                                      | Tutti i rappresentanti vennero eletti nel distretto at-large su una lista unica                                                                                           |
| 4                                         |                    | James Dellet               |                    | Whig                                     | 4 marzo 1843     | 3 marzo 1845     | 28                                                                  | 1                                    | 1842 |
| 5                                         |                    | Edmund S. Dargan           |                    | Democratico                              | 4 marzo 1845     | 3 marzo 1847     | 29                                                                  | 1                                    | 1844 Non ricandidatosi |
| 6                                         |                    | John Gayle                 |                    | Whig                                     | 4 marzo 1847     | 3 marzo 1849     | 30                                                                  | 1                                    | 1846 |
| 7                                         |                    | William J. Alston          |                    | Whig                                     | 4 marzo 1849     | 3 marzo 1851     | 31                                                                  | 1                                    | 1848 Non ricandidatosi |
| 8                                         |                    | John Bragg                 |                    | Democratico                              | 4 marzo 1851     | 3 marzo 1853     | 32                                                                  | 1                                    | 1850 Non ricandidatosi |
| 9                                         |                    | Philip Phillips            |                    | Democratico                              | 4 marzo 1853     | 3 marzo 1855     | 33                                                                  | 1                                    | 1852 |
| 10                                        |                    | Percy Walker               |                    | Americano                                | 4 marzo 1855     | 3 marzo 1857     | 34                                                                  | 1                                    | 1854 Non ricandidatosi |
| 11                                        |                    | James Adams Stallworth     |                    | Democratico                              | 4 marzo 1857     | 12 gennaio 1861  | 35 · 36                                                             | 2                                    | 1856 · 1858 Non ricandidatosi |
| Vacante                                   | Vacante            | Vacante                    | Vacante            | Vacante                                  | 21 gennaio 1861  | 21 luglio 1868   | 37 · 38 · 39                                                        | Guerra di Secessione e ricostruzione | Guerra di Secessione e ricostruzione |
| 12                                        |                    | Francis William Kellogg    |                    | Repubblicano                             | 22 luglio 1868   | 3 marzo 1869     | 40                                                                  | 1⁄2                                  | 1868 |
| 13                                        |                    | Alfred Eliab Buck          |                    | Repubblicano                             | 4 marzo 1869     | 3 marzo 1871     | 41                                                                  | 1                                    | 1868 |
| 14                                        |                    | Benjamin S. Turner         |                    | Repubblicano                             | 4 marzo 1871     | 3 marzo 1873     | 42                                                                  | 1                                    | 1870 Perse la rielezione |
| 15                                        |                    | Frederick George Bromberg  |                    | Liberale Repubblicano                    | 4 marzo 1873     | 3 marzo 1875     | 43                                                                  | 1                                    | 1872 Perse la rielezione e contestò senza successo la vittoria di Haralson                                                                                                |
| 16                                        |                    | Jeremiah Haralson          |                    | Repubblicano                             | 4 marzo 1875     | 3 marzo 1877     | 44                                                                  | 1                                    | 1874 Perse la rielezione |
| 17                                        |                    | James T. Jones (1832-1895) |                    | Democratico                              | 4 marzo 1877     | 3 marzo 1879     | 45                                                                  | 1                                    | 1876 Non ottenne la ricandidatura |
| 18                                        |                    | Thomas H. Herndon          |                    | Democratico                              | 4 marzo 1879     | 28 marzo 1883    | 46 · 47 · 48                                                        | 2 1⁄2                                | 1878 · 1880 · 1882 Deceduto |
| Vacante                                   | Vacante            | Vacante                    | Vacante            | Vacante                                  | 28 marzo 1883    | 3 dicembre 1883  | 48                                                                  |                                      | |
| 19                                        |                    | James T. Jones             |                    | Democratico                              | 3 dicembre 1883  | 3 marzo 1889     | 48 · 49 · 50                                                        | 2 1⁄2                                | Eletto per terminare il mandato di Herndon 1884 · 1886 Non ricandidatosi                                                                                                  |
| 20                                        |                    | Richard Henry Clarke       |                    | Democratico                              | 4 marzo 1889     | 3 marzo 1897     | 51 · 52 · 53 · 54                                                   | 4                                    | 1888 · 1890 · 1892 · 1894 Non ricandidatosi |
| 21                                        |                    | George W. Taylor           |                    | Democratico                              | 4 marzo 1897     | 3 marzo 1915     | 55 · 56 · 57 · 58 · 59 · 60 · 61 · 62 · 63                          | 9                                    | 1896 · 1898 · 1900 · 1902 · 1904 · 1906 · 1908 · 1910 · 1912 Non ricandidatosi                                                                                            |
| 22                                        |                    | Oscar Lee Gray             |                    | Democratico                              | 4 marzo 1915     | 3 marzo 1919     | 64 · 65                                                             | 2                                    | 1914 · 1916 Non ricandidatosi |
| 23                                        |                    | John McDuffie              |                    | Democratico                              | 4 marzo 1919     | 2 marzo 1935     | 66 · 67 · 68 · 69 · 70 · 71 · 72 · 73 · 74                          | 8 1⁄2                                | 1918 · 1920 · 1922 · 1924 · 1926 · 1928 · 1930 · 1932 · 1934 Rassegnò le dimissioni per diventare giudice                                                                 |
| Vacante                                   | Vacante            | Vacante                    | Vacante            | Vacante                                  | 2 marzo 1935     | 30 luglio 1935   | 74                                                                  |                                      | |
| 24                                        |                    | Frank W. Boykin            |                    | Democratico                              | 30 luglio 1935   | 3 gennaio 1963   | 74 · 75 · 76 · 77 · 78 · 79 · 80 · 81 · 82 · 83 · 84 · 85 · 86 · 87 | 13 1⁄2                               | Eletto per terminare il mandato di McDuffie · 1936 · 1938 · 1940 · 1942 · 1944 · 1946 · 1948 · 1950 · 1952 · 1954 · 1956 · 1958 · 1960 Candidatosi nel distretto at-large |
| Distretto inattivo                        | Distretto inattivo | Distretto inattivo         | Distretto inattivo | Distretto inattivo                       | 3 gennaio 1963   | 3 gennaio 1965   | 88                                                                  |                                      | Tutti i rappresentanti vennero eletti nel distretto at-large su una lista unica                                                                                           |
| 25                                        |                    | Jack Edwards               |                    | Repubblicano                             | 3 gennaio 1965   | 3 gennaio 1985   | 89 · 90 · 91 · 92 · 93 · 94 · 95 · 96 · 97 · 98                     | 10                                   | 1964 · 1966 · 1968 · 1970 · 1972 · 1974 · 1976 · 1978 · 1980 · 1982 Non ricandidatosi                                                                                     |
| 26                                        |                    | Sonny Callahan             |                    | Repubblicano                             | 3 gennaio 1985   | 3 gennaio 2003   | 99 · 100 · 101 · 102 · 103 · 104 · 105 · 106 · 107                  | 9                                    | 1984 · 1986 · 1988 · 1990 · 1992 · 1994 · 1996 · 1998 · 2000 Non ricandidatosi                                                                                            |
| 27                                        |                    | Jo Bonner                  |                    | Repubblicano                             | 3 gennaio 2003   | 2 agosto 2013    | 108 · 109 · 110 · 111 · 112 · 113                                   | 5 1⁄2                                | 2002 · 2004 · 2006 · 2008 · 2010 · 2012 Diventato vice-cancelliere nell'University of Alabama System                                                                      |
| Vacante                                   | Vacante            | Vacante                    | Vacante            | Vacante                                  | 2 agosto 2013    | 17 dicembre 2013 | 113                                                                 |                                      | |
| 28                                        |                    | Bradley Byrne              |                    | Repubblicano                             | 17 dicembre 2013 | 3 gennaio 2021   | 113 · 114 · 115 · 116                                               | 3 1⁄2                                | Eletto per terminare il mandato di Bonner 2014 · 2016 · 2018 Candidatosi come senatore                                                                                    |
| 29                                        |                    | Jerry Carl                 |                    | Repubblicano                             | 3 gennaio 2021   | 3 gennaio 2025   | 117 · 118                                                           | 2                                    | 2020 · 2022 Non ricandidatosi |
| 30                                        |                    | Barry Moore                |                    | Repubblicano                             | 3 gennaio 2025   | In carica        | 119                                                                 | 1                                    | Proveniente dal 2° distretto (eletto nel 2020) 2024 |

### 2º distretto
| N.                                        | Foto               | Rappresentante            | Partito            | Partito                                  | Carica          | Carica          | Congresso                                                              | Mandati                                                                         | Elezioni |
| N.                                        | Foto               | Rappresentante            | Partito            | Partito                                  | Inizio          | Termine         | Congresso                                                              | Mandati                                                                         | Elezioni |
| ----------------------------------------- | ------------------ | ------------------------- | ------------------ | ---------------------------------------- | --------------- | --------------- | ---------------------------------------------------------------------- | ------------------------------------------------------------------------------- | --- |
| Il distretto venne creato il 4 marzo 1823 |                    |                           |                    |                                          |                 |                 |                                                                        |                                                                                 | |
| 1                                         |                    | John McKee                |                    | Democratico-Repubblicano poi Jacksoniano | 4 marzo 1823    | 3 marzo 1829    | 18 · 19 · 20                                                           | 3                                                                               | 1822 · 1824 · 1826 Non ricandidatosi |
| 2                                         |                    | Robert E. B. Baylor       |                    | Jacksoniano                              | 4 marzo 1829    | 3 marzo 1831    | 21                                                                     | 1                                                                               | 1828 Perse la rielezione |
| 3                                         |                    | Samuel Wright Mardis      |                    | Jacksoniano                              | 4 marzo 1831    | 3 marzo 1833    | 22                                                                     | 1                                                                               | 1830 Candidatosi nel 3º distretto |
| 4                                         |                    | John McKinley             |                    | Jacksoniano                              | 4 marzo 1833    | 3 marzo 1835    | 23                                                                     | 1                                                                               | 1832 Non ricandidatosi |
| 5                                         |                    | Joshua L. Martin          |                    | Jacksoniano poi Democratico              | 4 marzo 1835    | 3 marzo 1839    | 24 · 25                                                                | 2                                                                               | 1834 · 1836 |
| 6                                         |                    | David Hubbard             |                    | Democratico                              | 4 marzo 1839    | 3 marzo 1841    | 26                                                                     | 1                                                                               | 1838 Candidatosi nel distretto at-large |
| Distretto inattivo                        | Distretto inattivo | Distretto inattivo        | Distretto inattivo | Distretto inattivo                       | 3 marzo 1841    | 3 marzo 1843    | 27                                                                     | Tutti i rappresentanti vennero eletti nel distretto at-large su una lista unica | Tutti i rappresentanti vennero eletti nel distretto at-large su una lista unica                                                                              |
| 7                                         |                    | James Edwin Belser        |                    | Democratico                              | 4 marzo 1843    | 3 marzo 1845    | 28                                                                     | 1                                                                               | 1842 |
| 8                                         |                    | Henry Washington Hilliard |                    | Whig                                     | 4 marzo 1845    | 3 marzo 1851    | 29 · 30 · 31                                                           | 3                                                                               | 1844 · 1846 · 1848 Non ricandidatosi |
| 9                                         |                    | James Abercrombie         |                    | Whig                                     | 4 marzo 1851    | 3 marzo 1855    | 32 · 33                                                                | 2                                                                               | 1850 · 1852 |
| 10                                        |                    | Eli Sims Shorter          |                    | Democratico                              | 4 marzo 1855    | 3 marzo 1859    | 34 · 35                                                                | 2                                                                               | 1854 · 1856 Non ricandidatosi |
| 11                                        |                    | James L. Pugh             |                    | Democratico                              | 4 marzo 1859    | 21 gennaio 1861 | 36                                                                     | 1⁄2                                                                             | 1858 Non ricandidatosi |
| Vacante                                   | Vacante            | Vacante                   | Vacante            | Vacante                                  | 21 gennaio 1861 | 21 luglio 1868  | 36 · 37 · 38 · 39                                                      | Guerra di Secessione e Ricostruzione                                            | Guerra di Secessione e Ricostruzione |
| 12                                        |                    | Charles Waldron Buckley   |                    | Repubblicano                             | 21 luglio 1868  | 3 marzo 1873    | 40 · 41 · 42                                                           | 2 1⁄2                                                                           | Eletto per terminare il periodo vacante 1868 · 1870 Non ricandidatosi                                                                                        |
| 13                                        |                    | James T. Rapier           |                    | Repubblicano                             | 4 marzo 1873    | 3 marzo 1875    | 43                                                                     | 1                                                                               | 1872 Perse la rielezione |
| 14                                        |                    | Jeremiah Norman Williams  |                    | Democratico                              | 4 marzo 1875    | 3 marzo 1877    | 44                                                                     | 1                                                                               | 1874 Candidatosi nel 3º distretto |
| 15                                        |                    | Hilary A. Herbert         |                    | Democratico                              | 4 marzo 1877    | 3 marzo 1893    | 45 · 46 · 47 · 48 · 49 · 50 · 51 · 52                                  | 8                                                                               | 1876 · 1878 · 1880 · 1882 · 1884 · 1886 · 1888 · 1890 |
| 16                                        |                    | Jesse F. Stallings        |                    | Democratico                              | 4 marzo 1893    | 3 marzo 1901    | 53 · 54 · 55 · 56                                                      | 4                                                                               | 1892 · 1894 · 1896 · 1898 Non ricandidatosi |
| 17                                        |                    | Ariosto A. Wiley          |                    | Democratico                              | 4 marzo 1901    | 17 giugno 1908  | 57 · 58 · 59 · 60                                                      | 3 1⁄2                                                                           | 1900 · 1902 · 1904 · 1906 Deceduto |
| Vacante                                   | Vacante            | Vacante                   | Vacante            | Vacante                                  | 17 giugno 1908  | 3 novembre 1908 | 60                                                                     |                                                                                 | |
| 18                                        |                    | Oliver C. Wiley           |                    | Democratico                              | 3 novembre 1908 | 3 marzo 1909    | 60                                                                     | 1⁄2                                                                             | Eletto per terminare il mandato del fratello |
| 19                                        |                    | S. Hubert Dent, Jr.       |                    | Democratico                              | 4 marzo 1909    | 3 marzo 1921    | 61 · 62 · 63 · 64 · 65 · 66                                            | 6                                                                               | 1908 · 1910 · 1912 · 1914 · 1916 · 1918 Non ricandidatosi |
| 20                                        |                    | John R. Tyson             |                    | Democratico                              | 4 marzo 1921    | 27 marzo 1923   | 67 · 68                                                                | 1 1⁄2                                                                           | 1920 · 1922 Deceduto |
| Vacante                                   | Vacante            | Vacante                   | Vacante            | Vacante                                  | 27 marzo 1923   | 14 agosto 1923  | 68                                                                     |                                                                                 | |
| 21                                        |                    | J. Lister Hill            |                    | Democratico                              | 14 agosto 1923  | 11 gennaio 1938 | 68 · 69 · 70 · 71 · 72 · 73 · 74 · 75                                  | 7                                                                               | Eletto per terminare il mandato di Tyson 1924 · 1926 · 1928 · 1930 · 1932 · 1934 · 1936 Rassegnò le dimissioni perché nominato Senatore                      |
| Vacante                                   | Vacante            | Vacante                   | Vacante            | Vacante                                  | 11 gennaio 1938 | 14 giugno 1938  | 75                                                                     |                                                                                 | |
| 22                                        |                    | George M. Grant           |                    | Democratico                              | 14 giugno 1938  | 3 gennaio 1963  | 75 · 76 · 77 · 78 · 79 · 80 · 81 · 82 · 83 · 84 · 85 · 86 · 87         | 12 1⁄2                                                                          | Eletto per terminare il mandato di Hill 1938 · 1940 · 1942 · 1944 · 1946 · 1948 · 1950 · 1952 · 1954 · 1956 · 1958 · 1960 Candidatosi nel distretto at-large |
| Distretto inattivo                        | Distretto inattivo | Distretto inattivo        | Distretto inattivo | Distretto inattivo                       | 3 gennaio 1963  | 3 gennaio 1965  | 88                                                                     | Tutti i rappresentanti vennero eletti nel distretto at-large su una lista unica | Tutti i rappresentanti vennero eletti nel distretto at-large su una lista unica                                                                              |
| 23                                        |                    | William Louis Dickinson   |                    | Repubblicano                             | 3 gennaio 1965  | 3 gennaio 1993  | 89 · 90 · 91 · 92 · 93 · 94 · 95 · 96 · 97 · 98 · 99 · 100 · 101 · 102 | 14                                                                              | 1964 · 1966 · 1968 · 1970 · 1972 · 1974 · 1976 · 1978 · 1980 · 1982 · 1984 · 1986 · 1988 · 1990 Non ricandidatosi                                            |
| 24                                        |                    | Terry Everett             |                    | Repubblicano                             | 3 gennaio 1993  | 3 gennaio 2009  | 103 · 104 · 105 · 106 · 107 · 108 · 109 · 110                          | 8                                                                               | 1992 · 1994 · 1996 · 1998 · 2000 · 2002 · 2004 · 2006 Non ricandidatosi                                                                                      |
| 25                                        |                    | Bobby Bright              |                    | Democratico                              | 3 gennaio 2009  | 3 gennaio 2011  | 111                                                                    | 1                                                                               | 2008 Perse la rielezione |
| 26                                        |                    | Martha Roby               |                    | Repubblicano                             | 3 gennaio 2011  | 3 gennaio 2021  | 112 · 113 · 114 · 115 · 116                                            | 5                                                                               | 2010 · 2012 · 2014 · 2016 · 2018 Non ricandidatasi |
| 27                                        |                    | Barry Moore               |                    | Repubblicano                             | 3 gennaio 2021  | 3 gennaio 2025  | 117 · 118                                                              | 2                                                                               | 2020 · 2022 Candidatosi nel 1º distretto |
| 28                                        |                    | Shomari Figures           |                    | Democratico                              | 3 gennaio 2025  | In carica       | 119                                                                    | 1                                                                               | 2024 |

### 3º distretto
| N.                                        | Foto               | Rappresentante            | Partito            | Partito                                  | Carica            | Carica            | Congresso                                                                | Mandati                                                                         | Elezioni |
| N.                                        | Foto               | Rappresentante            | Partito            | Partito                                  | Inizio            | Termine           | Congresso                                                                | Mandati                                                                         | Elezioni |
| ----------------------------------------- | ------------------ | ------------------------- | ------------------ | ---------------------------------------- | ----------------- | ----------------- | ------------------------------------------------------------------------ | ------------------------------------------------------------------------------- | --- |
| Il distretto venne creato il 4 marzo 1823 |                    |                           |                    |                                          |                   |                   |                                                                          |                                                                                 | |
| 1                                         |                    | George W. Owen            |                    | Democratico-Repubblicano poi Jacksoniano | 4 marzo 1823      | 3 marzo 1829      | 18 · 19 · 20                                                             | 1                                                                               | 1822 · 1824 · 1826 |
| 2                                         |                    | Dixon H. Lewis            |                    | Jacksoniano                              | 4 marzo 1829      | 3 marzo 1833      | 21 · 22                                                                  | 1                                                                               | 1828 · 1830 Candidatosi nel 4º distretto |
| 3                                         |                    | Samuel W. Mardis          |                    | Jacksoniano                              | 4 marzo 1833      | 3 marzo 1835      | 23                                                                       | 1                                                                               | 1832 Non ricandidatosi |
| 4                                         |                    | Joab Lawler               |                    | Jacksoniano                              | 4 marzo 1835      | 8 maggio 1838     | 24 · 25                                                                  | 1 1⁄2                                                                           | 1834 · 1836 Deceduto |
| Vacante                                   | Vacante            | Vacante                   | Vacante            | Vacante                                  | 8 maggio 1838     | 4 settembre 1838  | 25                                                                       |                                                                                 | |
| 5                                         |                    | George W. Crabb           |                    | Whig                                     | 4 settembre 1838  | 3 marzo 1841      | 25 · 26                                                                  | 1 1⁄2                                                                           | Eletto per terminare il mandato di Lawler 1838 Candidatosi nel distretto at-large                                                                       |
| Distretto inattivo                        | Distretto inattivo | Distretto inattivo        | Distretto inattivo | Distretto inattivo                       | 3 marzo 1841      | 3 marzo 1843      | 27                                                                       | Tutti i rappresentanti vennero eletti nel distretto at-large su una lista unica | Tutti i rappresentanti vennero eletti nel distretto at-large su una lista unica                                                                         |
| 6                                         |                    | Dixon H. Lewis            |                    | Democratico                              | 4 marzo 1843      | 22 aprile 1844    | 28                                                                       | 1⁄2                                                                             | 1842 Rassegnò le dimissioni dopo essere stato eletto al Senato                                                                                          |
| Vacante                                   | Vacante            | Vacante                   | Vacante            | Vacante                                  | 22 aprile 1844    | 2 dicembre 1844   | 28                                                                       |                                                                                 | |
| 7                                         |                    | William L. Yancey         |                    | Democratico                              | 2 dicembre 1844   | 1º settembre 1846 | 28 · 29                                                                  | 1 1⁄2                                                                           | Eletto per terminare il mandato di Lewis 1844 Rassegnò le dimissioni                                                                                    |
| Vacante                                   | Vacante            | Vacante                   | Vacante            | Vacante                                  | 1º settembre 1846 | 7 dicembre 1846   | 29                                                                       |                                                                                 | |
| 8                                         |                    | James La Fayette Cottrell |                    | Democratico                              | 7 dicembre 1846   | 3 marzo 1847      | 29                                                                       | 1⁄2                                                                             | Eletto per terminare il mandato di Yancey |
| 9                                         |                    | Sampson W. Harris         |                    | Democratico                              | 4 marzo 1847      | 3 marzo 1855      | 30 · 31 · 32 · 33                                                        | 4                                                                               | 1846 · 1848 · 1850 · 1852 |
| 10                                        |                    | James F. Dowdell          |                    | Democratico                              | 4 marzo 1855      | 3 marzo 1859      | 34 · 35                                                                  | 2                                                                               | 1854 · 1856 |
| 11                                        |                    | David Clopton             |                    | Democratico                              | 4 marzo 1859      | 21 gennaio 1861   | 36                                                                       | 1                                                                               | 1858 Non ricandidatosi |
| Vacante                                   | Vacante            | Vacante                   | Vacante            | Vacante                                  | 21 gennaio 1861   | 21 luglio 1868    | 37 · 38 · 39                                                             | Guerra di Secessione e Ricostruzione                                            | Guerra di Secessione e Ricostruzione |
| 12                                        |                    | Benjamin W. Norris        |                    | Repubblicano                             | 21 luglio 1868    | 3 marzo 1869      | 40                                                                       | 1⁄2                                                                             | 1868 Perse la rielezione |
| 13                                        |                    | Robert S. Heflin          |                    | Repubblicano                             | 4 marzo 1869      | 3 marzo 1871      | 41                                                                       | 1                                                                               | 1868 |
| 14                                        |                    | William Handley           |                    | Democratico                              | 4 marzo 1871      | 3 marzo 1873      | 42                                                                       | 1                                                                               | 1870 |
| 15                                        |                    | Charles Pelham            |                    | Repubblicano                             | 4 marzo 1873      | 3 marzo 1875      | 43                                                                       | 1                                                                               | 1872 Non ottenne la ricandidatura |
| 16                                        |                    | Taul Bradford             |                    | Democratico                              | 4 marzo 1875      | 3 marzo 1877      | 44                                                                       | 1                                                                               | 1874 Non ricandidatosi |
| 17                                        |                    | Jeremiah N. Williams      |                    | Democratico                              | 4 marzo 1877      | 3 marzo 1879      | 45                                                                       | 1                                                                               | 1876 Non ricandidatosi |
| 18                                        |                    | William J. Samford        |                    | Democratico                              | 4 marzo 1879      | 3 marzo 1881      | 46                                                                       | 1                                                                               | 1878 |
| 19                                        |                    | William C. Oates          |                    | Democratico                              | 4 marzo 1881      | 5 novembre 1894   | 47 · 48 · 49 · 50 · 51 · 52 · 53                                         | 6 1⁄2                                                                           | 1880 · 1882 · 1884 · 1886 · 1888 · 1890 · 1892 Rassegnò le dimissioni dopo essere stato eletto Governatore                                              |
| Vacante                                   | Vacante            | Vacante                   | Vacante            | Vacante                                  | 5 novembre 1894   | 6 novembre 1894   | 53                                                                       |                                                                                 | |
| 20                                        |                    | George Paul Harrison Jr.  |                    | Democratico                              | 6 novembre 1894   | 3 marzo 1897      | 53 · 54                                                                  | 1 1⁄2                                                                           | Eletto per terminare il mandato di Oates 1894 Non ricandidatosi                                                                                         |
| 21                                        |                    | Henry D. Clayton          |                    | Democratico                              | 4 marzo 1897      | 25 maggio 1914    | 55 · 56 · 57 · 58 · 59 · 60 · 61 · 62 · 63                               | 8 1⁄2                                                                           | 1896 · 1898 · 1900 · 1902 · 1904 · 1906 · 1908 · 1910 · 1912 Rassegnò le dimissioni per divenire di giudice del Middle and Northern District of Alabama |
| Vacante                                   | Vacante            | Vacante                   | Vacante            | Vacante                                  | 25 maggio 1914    | 29 giugno 1914    | 63                                                                       |                                                                                 | |
| 22                                        |                    | William O. Mulkey         |                    | Democratico                              | 29 giugno 1914    | 3 marzo 1915      | 63                                                                       | 1⁄2                                                                             | Eletto per terminare il mandato di Clayton Non ricandidatosi                                                                                            |
| 23                                        |                    | Henry B. Steagall         |                    | Democratico                              | 4 marzo 1915      | 22 novembre 1943  | 64 · 65 · 66 · 67 · 68 · 69 · 70 · 71 · 72 · 73 · 74 · 75 · 76 · 77 · 78 | 14 1⁄2                                                                          | 1914 · 1916 · 1918 · 1920 · 1922 · 1924 · 1926 · 1928 · 1930 · 1932 · 1934 · 1936 · 1938 · 1940 · 1942 Deceduto                                         |
| Vacante                                   | Vacante            | Vacante                   | Vacante            | Vacante                                  | 22 novembre 1943  | 14 marzo 1944     | 78                                                                       |                                                                                 | |
| 24                                        |                    | George W. Andrews         |                    | Democratico                              | 14 marzo 1944     | 3 gennaio 1963    | 78 · 79 · 80 · 81 · 82 · 83 · 84 · 85 · 86 · 87                          | 9 1⁄2                                                                           | Eletto per terminare il mandato di Steagall 1944 · 1946 · 1948 · 1950 · 1952 · 1954 · 1956 · 1958 · 1960 Candidatosi nel distretto at-large             |
| Distretto inattivo                        | Distretto inattivo | Distretto inattivo        | Distretto inattivo | Distretto inattivo                       | 3 gennaio 1963    | 3 gennaio 1965    | 88                                                                       | Tutti i rappresentanti vennero eletti nel distretto at-large su una lista unica | Tutti i rappresentanti vennero eletti nel distretto at-large su una lista unica                                                                         |
| 25                                        |                    | George W. Andrews         |                    | Democratico                              | 3 gennaio 1965    | 25 dicembre 1971  | 89 · 90 · 91 · 92                                                        | 3 1⁄2                                                                           | 1964 · 1966 · 1968 · 1970 Deceduto |
| Vacante                                   | Vacante            | Vacante                   | Vacante            | Vacante                                  | 25 dicembre 1971  | 4 aprile 1972     | 92                                                                       |                                                                                 | |
| 26                                        |                    | Elizabeth B. Andrews      |                    | Democratico                              | 4 aprile 1972     | 3 gennaio 1973    | 92                                                                       | 1⁄2                                                                             | Eletta per terminare il mandato del marito Non ricandidatasi                                                                                            |
| 27                                        |                    | Bill Nichols              |                    | Democratico                              | 3 gennaio 1973    | 13 dicembre 1988  | 93 · 94 · 95 · 96 · 97 · 98 · 99 · 100                                   | 8                                                                               | 1972 · 1974 · 1976 · 1978 · 1980 · 1982 · 1984 · 1986 · 1988                                                                                            |
| Vacante                                   | Vacante            | Vacante                   | Vacante            | Vacante                                  | 13 dicembre 1988  | 4 aprile 1989     | 101                                                                      |                                                                                 | |
| 28                                        |                    | Glen Browder              |                    | Democratico                              | 4 aprile 1989     | 3 gennaio 1997    | 101 · 102 · 103 · 104                                                    | 3 1⁄2                                                                           | Eletto per terminare il mandato di Nichols 1990 · 1992 · 1994 Candidatosi al Senato                                                                     |
| 29                                        |                    | Bob Riley                 |                    | Repubblicano                             | 3 gennaio 1997    | 3 gennaio 2003    | 105 · 106 · 107                                                          | 3                                                                               | 1996 · 1998 · 2000 Candidatosi a Governatore |
| 30                                        |                    | Mike D. Rogers            |                    | Repubblicano                             | 3 gennaio 2003    | in carica         | 108 · 109 · 110 · 111 · 112 · 113 · 114 · 115 · 116 · 117 · 118 · 119    | 12                                                                              | 2002 · 2004 · 2006 · 2008 · 2010 · 2012 · 2014 · 2016 · 2018 · 2020 · 2022 · 2024                                                                       |

### 4º distretto
| N.                                        | Foto               | Rappresentante          | Partito            | Partito                                 | Carica          | Carica          | Congresso                                                                               | Mandati                                                                         | Elezioni |
| N.                                        | Foto               | Rappresentante          | Partito            | Partito                                 | Inizio          | Termine         | Congresso                                                                               | Mandati                                                                         | Elezioni |
| ----------------------------------------- | ------------------ | ----------------------- | ------------------ | --------------------------------------- | --------------- | --------------- | --------------------------------------------------------------------------------------- | ------------------------------------------------------------------------------- | --- |
| Il distretto venne creato il 4 marzo 1833 |                    |                         |                    |                                         |                 |                 |                                                                                         |                                                                                 | |
| 1                                         |                    | Dixon Hall Lewis        |                    | Nullifier poi Democratico               | 4 marzo 1833    | 3 marzo 1841    | 23 · 24 · 25 · 26                                                                       | 4                                                                               | 1832 · 1834 · 1836 · 1838 Ricandidatosi nel Distretto at-large                                                   |
| Distretto inattivo                        | Distretto inattivo | Distretto inattivo      | Distretto inattivo | Distretto inattivo                      | 3 marzo 1841    | 3 marzo 1843    | 27                                                                                      | Tutti i rappresentanti vennero eletti nel distretto at-large su una lista unica | Tutti i rappresentanti vennero eletti nel distretto at-large su una lista unica                                  |
| 2                                         |                    | William Winter Payne    |                    | Democratico                             | 4 marzo 1843    | 3 marzo 1847    | 28 · 29                                                                                 | 2                                                                               | 1842 · 1844 Perse la rielezione                                                                                  |
| 3                                         |                    | Samuel Williams Inge    |                    | Democratico                             | 4 marzo 1847    | 3 marzo 1851    | 30 · 31                                                                                 | 2                                                                               | 1846 · 1848 |
| 4                                         |                    | William Russell Smith   |                    | Unionista poi Democratico poi Americano | 4 marzo 1851    | 3 marzo 1857    | 32 · 33 · 34                                                                            | 3                                                                               | 1850 · 1852 · 1854                                                                                               |
| 5                                         |                    | Sydenham Moore          |                    | Democratico                             | 4 marzo 1857    | 21 gennaio 1861 | 35 · 36                                                                                 | 1 1⁄2                                                                           | 1856 · 1858 Non ricandidatosi                                                                                    |
| Vacante                                   | Vacante            | Vacante                 | Vacante            | Vacante                                 | 21 gennaio 1861 | 21 luglio 1868  | 37 · 38 · 39                                                                            | Guerra di Secessione e Ricostruzione                                            | Guerra di Secessione e Ricostruzione                                                                             |
| 6                                         |                    | Charles Wilson Pierce   |                    | Repubblicano                            | 21 luglio 1868  | 3 marzo 1869    | 40                                                                                      | 1⁄2                                                                             | 1868 Non ricandidatosi                                                                                           |
| 7                                         |                    | Charles Hays            |                    | Repubblicano                            | 4 marzo 1869    | 3 marzo 1877    | 41 · 42 · 43 · 44                                                                       | 4                                                                               | 1868 · 1870 · 1872 · 1874 Non ricandidatosi                                                                      |
| 8                                         |                    | Charles M. Shelley      |                    | Democratico                             | 4 marzo 1877    | 20 luglio 1882  | 45 · 46 · 47                                                                            | 2 1⁄2                                                                           | 1876 · 1878 · 1880 Seggio dichiarato vacante dopo essere stato contestato da James Q. Smith                      |
| Vacante                                   | Vacante            | Vacante                 | Vacante            | Vacante                                 | 20 luglio 1882  | 7 novembre 1882 | 47                                                                                      |                                                                                 | |
| —                                         |                    | Charles M. Shelley      |                    | Democratico                             | 7 novembre 1882 | 9 gennaio 1885  | 47 · 48                                                                                 | 1                                                                               | Rieletto a seguito della contestazione 1882 Elezione nuovamente contestata                                       |
| 9                                         |                    | George Henry Craig      |                    | Repubblicano                            | 9 gennaio 1885  | 3 marzo 1885    | 48                                                                                      | 1⁄2                                                                             | Vinse l'elezione contestata Perse la rielezione                                                                  |
| 10                                        |                    | Alexander C. Davidson   |                    | Democratico                             | 4 marzo 1885    | 3 marzo 1889    | 49 · 50                                                                                 | 2                                                                               | 1884 · 1886 Non ottenne la rinomina                                                                              |
| 11                                        |                    | Louis Washington Turpin |                    | Democratico                             | 4 marzo 1889    | 4 giugno 1890   | 51                                                                                      | 1⁄2                                                                             | 1888 Elezione contestata                                                                                         |
| 12                                        |                    | John Van McDuffie       |                    | Repubblicano                            | 4 giugno 1890   | 3 marzo 1891    | 51                                                                                      | 1⁄2                                                                             | Vinse elezione contestata Perse la rielezione                                                                    |
| 13                                        |                    | Louis Washington Turpin |                    | Democratico                             | 4 marzo 1891    | 4 giugno 1893   | 52                                                                                      | 1                                                                               | 1890 Candidatosi nel 9º distretto                                                                                |
| 14                                        |                    | Gaston A. Robbins       |                    | Democratico                             | 4 marzo 1893    | 13 marzo 1896   | 53 · 54                                                                                 | 1 1⁄2                                                                           | 1892 · 1894 Elezione contestata                                                                                  |
| 15                                        |                    | William F. Aldrich      |                    | Repubblicano                            | 13 marzo 1896   | 3 marzo 1897    | 54                                                                                      | 1⁄2                                                                             | Vinse elezione contestata Perse la rielezione e contestò la vittoria di Plowman                                  |
| 16                                        |                    | Thomas S. Plowman       |                    | Democratico                             | 4 marzo 1897    | 9 febbraio 1898 | 55                                                                                      | 1⁄2                                                                             | 1896 Elezione contestata                                                                                         |
| 17                                        |                    | William F. Aldrich      |                    | Repubblicano                            | 9 febbraio 1898 | 3 marzo 1899    | 55                                                                                      | 1⁄2                                                                             | Vinse elezione contestata Perse la rielezione e contestò la vittoria di Robbins                                  |
| 18                                        |                    | Gaston A. Robbins       |                    | Democratico                             | 4 marzo 1899    | 8 marzo 1900    | 56                                                                                      | 1⁄2                                                                             | 1898 Elezione contestata                                                                                         |
| 19                                        |                    | William F. Aldrich      |                    | Repubblicano                            | 8 marzo 1900    | 3 marzo 1901    | 56                                                                                      | 1⁄2                                                                             | Vinse elezione contestata Non ricandidatosi                                                                      |
| 20                                        |                    | Sydney J. Bowie         |                    | Democratico                             | 4 marzo 1901    | 3 marzo 1907    | 57 · 58 · 59                                                                            | 3                                                                               | 1900 · 1902 · 1904 Non ricandidatosi                                                                             |
| 21                                        |                    | William B. Craig        |                    | Democratico                             | 4 marzo 1907    | 3 marzo 1911    | 60 · 61                                                                                 | 2                                                                               | 1906 · 1908 Non ricandidatosi                                                                                    |
| 22                                        |                    | Fred Blackmon           |                    | Democratico                             | 4 marzo 1911    | 8 febbraio 1921 | 62 · 63 · 64 · 65 · 66                                                                  | 5                                                                               | 1910 · 1912 · 1914 · 1916 · 1918 · Deceduto dopo l'elezione del 1920                                             |
| Vacante                                   | Vacante            | Vacante                 | Vacante            | Vacante                                 | 8 febbraio 1921 | 7 giugno 1921   | 66 · 67                                                                                 |                                                                                 | |
| 23                                        |                    | Lamar Jeffers           |                    | Democratico                             | 7 giugno 1921   | 3 gennaio 1935  | 67 · 68 · 69 · 70 · 71 · 72 · 73                                                        | 6 1⁄2                                                                           | Eletto per terminare il mandato di Blackmon 1922 · 1924 · 1926 · 1928 · 1930 · 1932 Non ottenne la ricandidatura |
| 24                                        |                    | Sam Hobbs               |                    | Democratico                             | 3 gennaio 1935  | 3 gennaio 1951  | 74 · 75 · 76 · 77 · 78 · 79 · 80 · 81                                                   | 8                                                                               | 1934 · 1936 · 1938 · 1940 · 1942 · 1944 · 1946 · 1948 Non ricandidatosi                                          |
| 25                                        |                    | Kenneth A. Roberts      |                    | Democratico                             | 3 gennaio 1951  | 3 gennaio 1963  | 82 · 83 · 84 · 85 · 86 · 87                                                             | 6                                                                               | 1950 · 1952 · 1954 · 1956 · 1958 · 1960 Candidatosi nel distretto at-large                                       |
| Distretto inattivo                        | Distretto inattivo | Distretto inattivo      | Distretto inattivo | Distretto inattivo                      | 3 gennaio 1963  | 3 gennaio 1965  | 88                                                                                      | Tutti i rappresentanti vennero eletti nel distretto at-large su una lista unica | Tutti i rappresentanti vennero eletti nel distretto at-large su una lista unica                                  |
| 26                                        |                    | Glenn Andrews           |                    | Repubblicano                            | 3 gennaio 1965  | 3 gennaio 1967  | 89                                                                                      | 1                                                                               | 1964 Perse la rielezione                                                                                         |
| 27                                        |                    | Bill Nichols            |                    | Democratico                             | 3 gennaio 1967  | 3 gennaio 1973  | 90 · 91 · 92                                                                            | 3                                                                               | 1966 · 1968 · 1970 Candidatosi nel 3º distretto                                                                  |
| 28                                        |                    | Tom Bevill              |                    | Democratico                             | 3 gennaio 1973  | 3 gennaio 1997  | 93 · 94 · 95 · 96 · 97 · 98 · 99 · 100 · 101 · 102 · 103 · 104                          | 12                                                                              | 1972 · 1974 · 1976 · 1978 · 1980 · 1982 · 1984 · 1986 · 1988 · 1990 · 1992 · 1994 Candidatosi nel 7º distretto   |
| 29                                        |                    | Robert Aderholt         |                    | Repubblicano                            | 3 gennaio 1997  | in carica       | 105 · 106 · 107 · 108 · 109 · 110 · 111 · 112 · 113 · 114 · 115 · 116 · 117 · 118 · 119 | 15                                                                              | 1996 · 1998 · 2000 · 2002 · 2004 · 2006 · 2008 · 2010 · 2012 · 2014 · 2016 · 2018 · 2020 · 2022 · 2024           |

### 5º distretto
| N.                                        | Foto               | Rappresentante           | Partito            | Partito                   | Carica           | Carica           | Congresso                                           | Mandati                                                                         | Elezioni |
| N.                                        | Foto               | Rappresentante           | Partito            | Partito                   | Inizio           | Termine          | Congresso                                           | Mandati                                                                         | Elezioni |
| ----------------------------------------- | ------------------ | ------------------------ | ------------------ | ------------------------- | ---------------- | ---------------- | --------------------------------------------------- | ------------------------------------------------------------------------------- | --- |
| Il distretto venne creato il 4 marzo 1833 |                    |                          |                    |                           |                  |                  |                                                     |                                                                                 | |
| 1                                         |                    | John Murphy              |                    | Jacksoniano               | 4 marzo 1833     | 3 marzo 1835     | 23                                                  | 1                                                                               | 1832 |
| 2                                         |                    | Francis Strother Lyon    |                    | Anti-Jacksoniano poi Whig | 4 marzo 1835     | 3 marzo 1839     | 24 · 25                                             | 2                                                                               | 1834 · 1836 |
| 3                                         |                    | James Dellet             |                    | Whig                      | 4 marzo 1839     | 3 marzo 1841     | 26                                                  | 1                                                                               | 1838 |
| Distretto inattivo                        | Distretto inattivo | Distretto inattivo       | Distretto inattivo | Distretto inattivo        | 4 marzo 1841     | 3 marzo 1843     | 27                                                  |                                                                                 | |
| 4                                         |                    | George S. Houston        |                    | Democratico               | 4 marzo 1843     | 3 marzo 1849     | 28 · 29 · 30                                        | 3                                                                               | 1842 · 1844 · 1846 Non ricandidatosi |
| 5                                         |                    | David Hubbard            |                    | Democratico               | 4 marzo 1849     | 3 marzo 1851     | 31                                                  | 1                                                                               | 1848 |
| 6                                         |                    | George S. Houston        |                    | Democratico               | 4 marzo 1851     | 3 marzo 1861     | 32 · 33 · 34 · 35 · 36                              | 5                                                                               | 1850 · 1852 · 1854 · 1856 · 1858 |
| Vacante                                   | Vacante            | Vacante                  | Vacante            | Vacante                   | 4 marzo 1861     | 21 luglio 1868   | 37 · 38 · 39                                        | Guerra di Secessione e Ricostruzione                                            | Guerra di Secessione e Ricostruzione |
| 7                                         |                    | John Benton Callis       |                    | Repubblicano              | 21 luglio 1868   | 3 marzo 1869     | 40                                                  | 1⁄2                                                                             | 1868 Non ricandidatosi |
| 8                                         |                    | Peter Myndert Dox        |                    | Democratico               | 4 marzo 1869     | 3 marzo 1873     | 41 · 42                                             | 2                                                                               | 1868 · 1870 Non ricandidatosi |
| 9                                         |                    | John Henry Caldwell      |                    | Democratico               | 4 marzo 1873     | 3 marzo 1877     | 43 · 44                                             | 2                                                                               | 1872 · 1874 Non ricandidatosi |
| 10                                        |                    | Robert F. Ligon          |                    | Democratico               | 4 marzo 1877     | 3 marzo 1879     | 45                                                  | 1                                                                               | 1876 |
| 11                                        |                    | Thomas Williams          |                    | Democratico               | 4 marzo 1879     | 3 marzo 1885     | 46 · 47 · 48                                        | 3                                                                               | 1878 · 1880 · 1882 Non ricandidatosi |
| 12                                        |                    | Thomas William Sadler    |                    | Democratico               | 4 marzo 1885     | 3 marzo 1887     | 49                                                  | 1                                                                               | 1884 Non ottenne la ricandidatura |
| 13                                        |                    | James E. Cobb            |                    | Democratico               | 4 marzo 1887     | 21 aprile 1896   | 50 · 51 · 52 · 53 · 54                              | 4 1⁄2                                                                           | 1886 · 1888 · 1890 · 1892 · 1894 Elezione contestata                                                                                             |
| 14                                        |                    | Albert Taylor Goodwyn    |                    | Populista                 | 21 aprile 1896   | 3 marzo 1897     | 54                                                  | 1⁄2                                                                             | Vinse elezione contestata Perse la rielezione |
| 15                                        |                    | Willis Brewer            |                    | Democratico               | 4 marzo 1897     | 21 aprile 1901   | 55 · 56                                             | 2                                                                               | 1896 · 1898 Non ottenne la ricandidatura |
| 16                                        |                    | Charles Winston Thompson |                    | Democratico               | 4 marzo 1901     | 20 marzo 1904    | 57 · 58                                             | 1 1⁄2                                                                           | 1900 · 1902 Deceduto |
| Vacante                                   | Vacante            | Vacante                  | Vacante            | Vacante                   | 20 marzo 1904    | 19 maggio 1904   | 58                                                  |                                                                                 | |
| 17                                        |                    | J. Thomas Heflin         |                    | Democratico               | 19 maggio 1904   | 1º novembre 1920 | 59 · 60 · 61 · 62 · 63 · 64 · 65 · 66               | 7 1⁄2                                                                           | Eletto per terminare il mandato di Thompson 1904 · 1906 · 1908 · 1910 · 1912 · 1914 · 1916 · 1918 Rassegnò le dimissioni con la nomina al Senato |
| Vacante                                   | Vacante            | Vacante                  | Vacante            | Vacante                   | 1º novembre 1920 | 14 dicembre 1920 | 66                                                  |                                                                                 | |
| 18                                        |                    | William B. Bowling       |                    | Democratico               | 14 dicembre 1920 | 16 agosto 1928   | 67 · 68 · 69 · 70                                   | 3 1⁄2                                                                           | Eletto per terminare il mandato di Heflin 1920 · 1922 · 1924 · 1926 Rassegnò le dimissioni con la nomina a giudice del 5° Circuito dell'Alabama  |
| Vacante                                   | Vacante            | Vacante                  | Vacante            | Vacante                   | 16 agosto 1928   | 6 novembre 1928  | 70                                                  |                                                                                 | |
| 19                                        |                    | LaFayette L. Patterson   |                    | Democratico               | 6 novembre 1928  | 3 marzo 1933     | 71 · 72                                             | 2 1⁄2                                                                           | Eletto per terminare il mandato di Bowling 1928 · 1930 Non ottenne la ricandidatura                                                              |
| 20                                        |                    | Miles C. Allgood         |                    | Democratico               | 4 marzo 1933     | 3 gennaio 1935   | 73                                                  | 1                                                                               | 1932 Non ottenne la ricandidatura |
| 21                                        |                    | Joe Starnes              |                    | Democratico               | 3 gennaio 1935   | 3 gennaio 1945   | 74 · 75 · 76 · 77 · 78                              | 5                                                                               | 1934 · 1936 · 1938 · 1940 · 1942 Non ottenne la ricandidatura                                                                                    |
| 22                                        |                    | Albert Rains             |                    | Democratico               | 3 gennaio 1945   | 3 gennaio 1963   | 79 · 80 · 81 · 82 · 83 · 84 · 85 · 86 · 87          | 9                                                                               | 1944 · 1946 · 1948 · 1950 · 1952 · 1954 · 1956 · 1958 · 1960 Ricandidatosi nel distretto at-large                                                |
| Distretto inattivo                        | Distretto inattivo | Distretto inattivo       | Distretto inattivo | Distretto inattivo        | 3 gennaio 1963   | 3 gennaio 1965   | 88                                                  | Tutti i rappresentanti vennero eletti nel distretto at-large su una lista unica | Tutti i rappresentanti vennero eletti nel distretto at-large su una lista unica                                                                  |
| 23                                        |                    | Armistead I. Selden, Jr. |                    | Democratico               | 3 gennaio 1965   | 3 gennaio 1969   | 89 · 90                                             | 2                                                                               | 1964 · 1966 Candidatosi al Senato |
| 24                                        |                    | Walter Flowers           |                    | Democratico               | 3 gennaio 1969   | 3 gennaio 1973   | 91 · 92                                             | 2                                                                               | 1968 · 1970 Candidatosi nel 7º distretto |
| 25                                        |                    | Robert E. Jones Jr.      |                    | Democratico               | 3 gennaio 1973   | 3 gennaio 1977   | 93 · 94                                             | 2                                                                               | 1972 · 1974 Non ricandidatosi |
| 26                                        |                    | Ronnie G. Flippo         |                    | Democratico               | 3 gennaio 1977   | 3 gennaio 1991   | 95 · 96 · 97 · 98 · 99 · 100 · 101                  | 7                                                                               | 1976 · 1978 · 1980 · 1982 · 1984 · 1986 · 1988 Candidatosi a Governatore                                                                         |
| 27                                        |                    | Robert E. Cramer         |                    | Democratico               | 3 gennaio 1991   | 3 gennaio 2009   | 102 · 103 · 104 · 105 · 106 · 107 · 108 · 109 · 110 | 9                                                                               | 1990 · 1992 · 1994 · 1996 · 1998 · 2000 · 2002 · 2004 · 2006 Non ricandidatosi                                                                   |
| 28                                        |                    | Parker Griffith          |                    | Democratico               | 3 gennaio 2009   | 3 gennaio 2011   | 111                                                 | 1                                                                               | 2008 Non ottenne la rinomina |
| 28                                        | Repubblicano       | Parker Griffith          |                    |                           | 3 gennaio 2009   | 3 gennaio 2011   | 111                                                 | 1                                                                               | 2008 Non ottenne la rinomina |
| 29                                        |                    | Mo Brooks                |                    | Repubblicano              | 3 gennaio 2011   | 3 gennaio 2023   | 112 · 113 · 114 · 115 · 116 · 117                   | 6                                                                               | 2010 · 2012 · 2014 · 2016 · 2018 · 2020 Candidatosi come senatore                                                                                |
| 30                                        |                    | Dale Strong              |                    | Repubblicano              | 3 gennaio 2023   | in carica        | 118 · 119                                           | 2                                                                               | 2022 · 2024 |

### 6º distretto
| N.                                        | Foto               | Rappresentante                  | Partito            | Partito            | Carica          | Carica          | Congresso                                                       | Mandati                                                                         | Elezioni                                                                                     |
| N.                                        | Foto               | Rappresentante                  | Partito            | Partito            | Inizio          | Termine         | Congresso                                                       | Mandati                                                                         | Elezioni                                                                                     |
| ----------------------------------------- | ------------------ | ------------------------------- | ------------------ | ------------------ | --------------- | --------------- | --------------------------------------------------------------- | ------------------------------------------------------------------------------- | -------------------------------------------------------------------------------------------- |
| Il distretto venne creato il 4 marzo 1843 |                    |                                 |                    |                    |                 |                 |                                                                 |                                                                                 |                                                                                              |
| 1                                         |                    | Reuben Chapman                  |                    | Democratico        | 4 marzo 1843    | 3 marzo 1847    | 28 · 29                                                         | 2                                                                               | 1842 · 1844                                                                                  |
| 2                                         |                    | Williamson Robert Winfield Cobb |                    | Democratico        | 4 marzo 1847    | 30 gennaio 1861 | 30 · 31 · 32 · 33 · 34 · 35 · 36                                | 7                                                                               | 1846 · 1848 · 1850 · 1852 · 1854 · 1856 · 1858 · Non ricandidatosi                           |
| Vacante                                   | Vacante            | Vacante                         | Vacante            | Vacante            | 30 gennaio 1861 | 21 luglio 1868  | 37 · 38 · 39                                                    | Guerra di Secessione e Ricostruzione                                            | Guerra di Secessione e Ricostruzione                                                         |
| 3                                         |                    | Thomas Haughey                  |                    | Repubblicano       | 22 luglio 1868  | 3 marzo 1869    | 40                                                              | 1⁄2                                                                             | 1868 Ricandidatosi, morì assassinato prima delle elezioni del 1870                           |
| 4                                         |                    | William Crawford Sherrod        |                    | Democratico        | 4 marzo 1869    | 3 marzo 1871    | 41                                                              | 1                                                                               | 1868                                                                                         |
| 5                                         |                    | Joseph Humphrey Sloss           |                    | Democratico        | 4 marzo 1871    | 3 marzo 1875    | 42 · 43                                                         | 2                                                                               | 1870 · 1872 Non ottenne la ricandidatura                                                     |
| 6                                         |                    | Goldsmith W. Hewitt             |                    | Democratico        | 4 marzo 1875    | 3 marzo 1879    | 44 · 45                                                         | 2                                                                               | 1874 · 1876                                                                                  |
| 7                                         |                    | Burwell Boykin Lewis            |                    | Democratico        | 4 marzo 1879    | 1º ottobre 1880 | 46                                                              | 1⁄2                                                                             | 1878 Dimessosi per diventare Presidente dell'Università dell'Alabama                         |
| Vacante                                   | Vacante            | Vacante                         | Vacante            | Vacante            | 1º ottobre 1880 | 8 dicembre 1880 | 46                                                              |                                                                                 |                                                                                              |
| 8                                         |                    | Newton Nash Clements            |                    | Democratico        | 8 dicembre 1880 | 3 marzo 1881    | 46                                                              | 1⁄2                                                                             | Eletto per terminare il mandato di Lewis Non ottenne la ricandidatura                        |
| 9                                         |                    | Goldsmith W. Hewitt             |                    | Democratico        | 4 marzo 1881    | 3 marzo 1885    | 47 · 48                                                         | 2                                                                               | 1880 · 1882 · Non ricandidatosi                                                              |
| 10                                        |                    | John Mason Martin               |                    | Democratico        | 4 marzo 1885    | 3 marzo 1887    | 49                                                              | 1                                                                               | 1884 Non ottenne la ricandidatura                                                            |
| 11                                        |                    | John H. Bankhead                |                    | Democratico        | 4 marzo 1887    | 3 marzo 1907    | 50 · 51 · 52 · 53 · 54 · 55 · 56 · 57 · 58 · 59                 | 10                                                                              | 1886 · 1888 · 1890 · 1892 · 1894 · 1896 · 1898 · 1900 · 1902 · 1904                          |
| 12                                        |                    | Richmond P. Hobson              |                    | Democratico        | 4 marzo 1907    | 3 marzo 1915    | 60 · 61 · 62 · 63                                               | 4                                                                               | 1906 · 1908 · 1910 · 1912 Non ottenne la ricandidatura                                       |
| 13                                        |                    | William B. Oliver               |                    | Democratico        | 4 marzo 1915    | 3 gennaio 1937  | 64 · 65 · 66 · 67 · 68 · 69 · 70 · 71 · 72 · 73 · 74            | 11                                                                              | 1914 · 1916 · 1918 · 1920 · 1922 · 1924 · 1926 · 1928 · 1930 · 1932 · 1934 Non ricandidatosi |
| 14                                        |                    | Pete Jarman                     |                    | Democratico        | 3 gennaio 1937  | 3 gennaio 1949  | 75 · 76 · 77 · 78 · 79 · 80                                     | 6                                                                               | 1936 · 1938 · 1940 · 1942 · 1944 · 1946 Non ottenne la ricandidatura                         |
| 15                                        |                    | Edward deGraffenried            |                    | Democratico        | 3 gennaio 1949  | 3 gennaio 1953  | 81 · 82                                                         | 2                                                                               | 1948 · 1950 Non ottenne la ricandidatura                                                     |
| 16                                        |                    | Armistead I. Selden, Jr.        |                    | Democratico        | 3 gennaio 1953  | 3 gennaio 1963  | 83 · 84 · 85 · 86 · 87                                          | 5                                                                               | 1952 · 1954 · 1956 · 1958 · 1960 Candidatosi nel distretto at-large                          |
| Distretto inattivo                        | Distretto inattivo | Distretto inattivo              | Distretto inattivo | Distretto inattivo | 3 gennaio 1963  | 3 gennaio 1965  | 88                                                              | Tutti i rappresentanti vennero eletti nel distretto at-large su una lista unica | Tutti i rappresentanti vennero eletti nel distretto at-large su una lista unica              |
| 17                                        |                    | John H. Buchanan, Jr.           |                    | Repubblicano       | 3 gennaio 1965  | 3 gennaio 1981  | 89 · 90 · 91 · 92 · 93 · 94 · 95 · 96                           | 8                                                                               | 1964 · 1966 · 1968 · 1970 · 1972 · 1974 · 1976 · 1978 Non ottenne la ricandidatura           |
| 18                                        |                    | Albert L. Smith, Jr.            |                    | Repubblicano       | 3 gennaio 1981  | 3 gennaio 1983  | 97                                                              | 1                                                                               | 1980 Perse la rielezione                                                                     |
| 19                                        |                    | Ben Erdreich                    |                    | Democratico        | 3 gennaio 1983  | 3 gennaio 1993  | 98 · 99 · 100 · 101 · 102                                       | 5                                                                               | 1982 · 1984 · 1986 · 1988 · 1990 Perse la rielezione                                         |
| 20                                        |                    | Spencer Bachus                  |                    | Repubblicano       | 3 gennaio 1993  | 3 gennaio 2015  | 103 · 104 · 105 · 106 · 107 · 108 · 109 · 110 · 111 · 112 · 113 | 11                                                                              | 1992 · 1994 · 1996 · 1998 · 2000 · 2002 · 2004 · 2006 · 2008 · 2010 · 2012 Non ricandidatosi |
| 21                                        |                    | Gary Palmer                     |                    | Repubblicano       | 3 gennaio 2015  | in carica       | 114 · 115 · 116 · 117 · 118 · 119                               | 6                                                                               | 2014 · 2016 · 2018 · 2020 · 2022 · 2024                                                      |

### 7º distretto
| N.                                           | Foto               | Rappresentante        | Partito            | Partito            | Carica            | Carica            | Congresso                                            | Mandati                                                                         | Elezioni                                                                                      |
| N.                                           | Foto               | Rappresentante        | Partito            | Partito            | Inizio            | Termine           | Congresso                                            | Mandati                                                                         | Elezioni                                                                                      |
| -------------------------------------------- | ------------------ | --------------------- | ------------------ | ------------------ | ----------------- | ----------------- | ---------------------------------------------------- | ------------------------------------------------------------------------------- | --------------------------------------------------------------------------------------------- |
| Il distretto venne creato il 4 marzo 1843    |                    |                       |                    |                    |                   |                   |                                                      |                                                                                 |                                                                                               |
| 1                                            |                    | Felix G. McConnell    |                    | Democratico        | 4 marzo 1843      | 10 settembre 1846 | 28 · 29                                              | 1 1⁄2                                                                           | 1842 · 1844 Deceduto                                                                          |
| Vacante                                      | Vacante            | Vacante               | Vacante            | Vacante            | 10 settembre 1846 | 7 dicembre 1846   | 29                                                   |                                                                                 |                                                                                               |
| 2                                            |                    | Franklin W. Bowdon    |                    | Democratico        | 7 dicembre 1846   | 3 marzo 1851      | 29 · 30 · 31                                         | 2 1⁄2                                                                           | Eletto per terminare il mandato di McConnell 1846 · 1848 Non ricandidatosi                    |
| 3                                            |                    | Alexander White       |                    | Whig               | 4 marzo 1851      | 3 marzo 1853      | 32                                                   | 1                                                                               | 1850                                                                                          |
| 4                                            |                    | James F. Dowdell      |                    | Democratico        | 4 marzo 1853      | 3 marzo 1855      | 33                                                   | 1                                                                               | 1852 Candidatosi nel 3º distretto                                                             |
| 5                                            |                    | Sampson W. Harris     |                    | Democratico        | 4 marzo 1855      | 3 marzo 1857      | 34                                                   | 1                                                                               | 1854 Non ricandidatosi                                                                        |
| 6                                            |                    | Jabez L. M. Curry     |                    | Democratico        | 4 marzo 1857      | 21 gennaio 1861   | 35 · 36                                              | 1 1⁄2                                                                           | 1856 · 1858 Non ricandidatosi                                                                 |
| Vacante                                      | Vacante            | Vacante               | Vacante            | Vacante            | 21 gennaio 1861   | 4 marzo 1863      | 37                                                   | Guerra di Secessione                                                            | Guerra di Secessione                                                                          |
| Il distretto venne eliminato il 4 marzo 1863 |                    |                       |                    |                    |                   |                   |                                                      |                                                                                 |                                                                                               |
| Il distretto venne ricreato il 4 marzo 1877  |                    |                       |                    |                    |                   |                   |                                                      |                                                                                 |                                                                                               |
| 7                                            |                    | William H. Forney     |                    | Democratico        | 4 marzo 1877      | 3 marzo 1893      | 45 · 46 · 47 · 48 · 49 · 50 · 51 · 52                | 8                                                                               | 1876 · 1878 · 1880 · 1882 · 1884 · 1886 · 1888 · 1890 Non ricandidatosi                       |
| 8                                            |                    | William H. Denson     |                    | Democratico        | 4 marzo 1893      | 3 marzo 1895      | 53                                                   | 1                                                                               | 1892 Non ottenne la ricandidatura                                                             |
| 9                                            |                    | Milford W. Howard     |                    | Populista          | 4 marzo 1895      | 3 marzo 1899      | 54 · 55                                              | 2                                                                               | 1894 · 1896 Non ricandidatosi                                                                 |
| 10                                           |                    | John L. Burnett       |                    | Democratico        | 4 marzo 1899      | 13 maggio 1919    | 56 · 57 · 58 · 59 · 60 · 61 · 62 · 63 · 64 · 65 · 66 | 10 1⁄2                                                                          | 1898 · 1900 · 1902 · 1904 · 1906 · 1908 · 1910 · 1912 · 1914 · 1916 · 1918 Deceduto           |
| Vacante                                      | Vacante            | Vacante               | Vacante            | Vacante            | 13 maggio 1919    | 30 settembre 1919 | 66                                                   |                                                                                 |                                                                                               |
| 11                                           |                    | Lilius Bratton Rainey |                    | Democratico        | 30 settembre 1919 | 3 marzo 1923      | 66 · 67                                              | 1 1⁄2                                                                           | Eletto per terminare il mandato di Burnett 1920 Non ricandidatosi                             |
| 12                                           |                    | Miles C. Allgood      |                    | Democratico        | 4 marzo 1923      | 3 marzo 1933      | 68 · 69 · 70 · 71 · 72                               | 5                                                                               | 1922 · 1924 · 1926 · 1928 · 1930 Candidatosi nel 5º distretto                                 |
| 13                                           |                    | William B. Bankhead   |                    | Democratico        | 4 marzo 1933      | 15 settembre 1940 | 73 · 74 · 75 · 76                                    | 3 1⁄2                                                                           | 1932 · 1934 · 1936 · 1938 Deceduto                                                            |
| Vacante                                      | Vacante            | Vacante               | Vacante            | Vacante            | 15 settembre 1940 | 5 novembre 1940   | 76                                                   |                                                                                 |                                                                                               |
| 14                                           |                    | Zadoc L. Weatherford  |                    | Democratico        | 5 novembre 1940   | 3 gennaio 1941    | 76                                                   | 1⁄2                                                                             | Eletto per terminare il mandato di Bankhead Non ricandidatosi                                 |
| 15                                           |                    | Walter W. Bankhead    |                    | Democratico        | 3 gennaio 1941    | 1º febbraio 1941  | 77                                                   | 1⁄2                                                                             | 1940 Dimessosi                                                                                |
| Vacante                                      | Vacante            | Vacante               | Vacante            | Vacante            | 1º febbraio 1941  | 24 giugno 1941    | 77                                                   |                                                                                 |                                                                                               |
| 16                                           |                    | Carter Manasco        |                    | Democratico        | 24 giugno 1941    | 3 gennaio 1949    | 77 · 78 · 79 · 80                                    | 3 1⁄2                                                                           | Eletto per terminare il mandato di Bankhead · 1942 · 1944 · 1946 Non ottenne la ricandidatura |
| 17                                           |                    | Carl Elliott          |                    | Democratico        | 3 gennaio 1949    | 3 gennaio 1963    | 81 · 82 · 83 · 84 · 85 · 86 · 87                     | 7                                                                               | 1948 · 1950 · 1952 · 1954 · 1956 · 1958 · 1960 Candidatosi nel distretto at-large             |
| Distretto inattivo                           | Distretto inattivo | Distretto inattivo    | Distretto inattivo | Distretto inattivo | 3 gennaio 1963    | 3 gennaio 1965    | 88                                                   | Tutti i rappresentanti vennero eletti nel distretto at-large su una lista unica | Tutti i rappresentanti vennero eletti nel distretto at-large su una lista unica               |
| 18                                           |                    | James D. Martin       |                    | Repubblicano       | 3 gennaio 1965    | 3 gennaio 1967    | 89                                                   | 1                                                                               | 1964 Candidatosi a Governatore                                                                |
| 19                                           |                    | Tom Bevill            |                    | Democratico        | 3 gennaio 1967    | 3 gennaio 1973    | 90 · 91 · 92                                         | 3                                                                               | 1966 · 1968 · 1970 Candidatosi nel 5º distretto                                               |
| 20                                           |                    | Walter Flowers        |                    | Democratico        | 3 gennaio 1973    | 3 gennaio 1979    | 93 · 94 · 95                                         | 3                                                                               | 1972 · 1974 · 1976 Candidatosi al Senato                                                      |
| 21                                           |                    | Richard C. Shelby     |                    | Democratico        | 3 gennaio 1979    | 3 gennaio 1987    | 96 · 97 · 98 · 99                                    | 4                                                                               | 1978 · 1980 · 1982 · 1984 Candidatosi al Senato                                               |
| 22                                           |                    | Claude Harris, Jr.    |                    | Democratico        | 3 gennaio 1987    | 3 gennaio 1993    | 100 · 101 · 102                                      | 3                                                                               | 1986 · 1988 · 1990 Non ricandidatosi                                                          |
| 23                                           |                    | Earl F. Hilliard      |                    | Democratico        | 3 gennaio 1993    | 3 gennaio 2003    | 103 · 104 · 105 · 106 · 107                          | 5                                                                               | 1992 · 1994 · 1996 · 1998 · 2000 Non ottenne la ricandidatura                                 |
| 24                                           |                    | Artur Davis           |                    | Democratico        | 3 gennaio 2003    | 3 gennaio 2011    | 108 · 109 · 110 · 111                                | 4                                                                               | 2002 · 2004 · 2006 · 2008 Candidatosi a Governatore                                           |
| 25                                           |                    | Terri Sewell          |                    | Democratico        | 3 gennaio 2011    | in carica         | 112 · 113 · 114 · 115 · 116 · 117 · 118 · 119        | 8                                                                               | 2010 · 2012 · 2014 · 2016 · 2018 · 2020 · 2022 · 2024                                         |

### 8º distretto
| N.                                             | Foto               | Rappresentante          | Partito            | Partito            | Carica           | Carica           | Congresso                                       | Mandati | Elezioni |
| N.                                             | Foto               | Rappresentante          | Partito            | Partito            | Inizio           | Termine          | Congresso                                       | Mandati | Elezioni |
| ---------------------------------------------- | ------------------ | ----------------------- | ------------------ | ------------------ | ---------------- | ---------------- | ----------------------------------------------- | ------- | --- |
| 1                                              |                    | William W. Garth        |                    | Democratico        | 4 marzo 1877     | 3 marzo 1879     | 45                                              | 1       | 1876 |
| 2                                              |                    | William M. Lowe         |                    | Greenback          | 4 marzo 1879     | 3 marzo 1881     | 46                                              | 1       | 1878 |
| 3                                              |                    | Joseph Wheeler          |                    | Democratico        | 4 marzo 1881     | 3 giugno 1882    | 47                                              | 1⁄2     | 1880 Elezione contestata e vittoria assegnata al suo avversario                                                                 |
| 4                                              |                    | William M. Lowe         |                    | Greenback          | 3 giugno 1882    | 12 ottobre 1882  | 47                                              | 1⁄2     | Vinse l'elezione contestata Deceduto                                                                                            |
| Vacante                                        | Vacante            | Vacante                 | Vacante            | Vacante            | 12 ottobre 1882  | 15 gennaio 1883  | 47                                              |         | |
| 5                                              |                    | Joseph Wheeler          |                    | Democratico        | 15 gennaio 1883  | 3 marzo 1883     | 47                                              | 1⁄2     | Eletto per terminare il mandato di Lowe                                                                                         |
| 6                                              |                    | Luke Pryor              |                    | Democratico        | 4 marzo 1883     | 3 marzo 1885     | 48                                              | 1       | 1882 |
| 7                                              |                    | Joseph Wheeler          |                    | Democratico        | 4 marzo 1885     | 20 aprile 1900   | 49 · 50 · 51 · 52 · 53 · 54 · 55 · 56           | 6 1⁄2   | 1884 · 1886 · 1888 · 1890 · 1892 · 1894 · 1896 · 1898 Dimessosi                                                                 |
| Vacante                                        | Vacante            | Vacante                 | Vacante            | Vacante            | 20 aprile 1900   | 6 luglio 1900    | 56                                              |         | |
| 8                                              |                    | William N. Richardson   |                    | Democratico        | 6 luglio 1900    | 31 marzo 1914    | 56 · 57 · 58 · 59 · 60 · 61 · 62 · 63           | 6 1⁄2   | Eletto per terminare il mandato di Wheeler · 1900 · 1902 · 1904 · 1906 · 1908 · 1910 · 1912 Deceduto                            |
| Vacante                                        | Vacante            | Vacante                 | Vacante            | Vacante            | 31 marzo 1914    | 11 maggio 1914   | 63                                              |         | |
| 9                                              |                    | Christopher C. Harris   |                    | Democratico        | 11 maggio 1914   | 3 marzo 1915     | 63                                              | 1⁄2     | Eletto per terminare il mandato di Richardson                                                                                   |
| 10                                             |                    | Edward B. Almon         |                    | Democratico        | 4 marzo 1915     | 22 giugno 1933   | 64 · 65 · 66 · 67 · 68 · 69 · 70 · 71 · 72 · 73 | 9 1⁄2   | 1914 · 1916 · 1918 · 1920 · 1922 · 1924 · 1926 · 1928 · 1930 · 1932 Deceduto                                                    |
| Vacante                                        | Vacante            | Vacante                 | Vacante            | Vacante            | 22 giugno 1933   | 14 novembre 1933 | 73                                              |         | |
| 11                                             |                    | Archibald H. Carmichael |                    | Democratico        | 14 novembre 1933 | 3 gennaio 1937   | 73 · 74                                         | 1 1⁄2   | Eletto per terminare il mandato di Almon · 1934                                                                                 |
| 12                                             |                    | John Sparkman           |                    | Democratico        | 3 gennaio 1937   | 5 novembre 1946  | 75 · 76 · 77 · 78 · 79                          | 4 1⁄2   | 1936 · 1938 · 1940 · 1942 · 1944 · 1946 Dimessosi perché eletto anche al Senato                                                 |
| Vacante                                        | Vacante            | Vacante                 | Vacante            | Vacante            | 5 novembre 1946  | 28 gennaio 1947  | 80                                              |         | |
| 13                                             |                    | Robert E. Jones, Jr.    |                    | Democratico        | 28 gennaio 1947  | 3 gennaio 1963   | 80 · 81 · 82 · 83 · 84 · 85 · 86 · 87           | 7 1⁄2   | Eletto per terminare il mandato di Sparkman · 1948 · 1950 · 1952 · 1954 · 1956 · 1958 · 1960 Candidatosi nel distretto at-large |
| Distretto inattivo                             | Distretto inattivo | Distretto inattivo      | Distretto inattivo | Distretto inattivo | 3 gennaio 1963   | 3 gennaio 1965   | 88                                              |         | |
| 13                                             |                    | Robert E. Jones, Jr.    |                    | Democratico        | 3 gennaio 1965   | 3 gennaio 1973   | 89 · 90 · 91 · 92                               | 4       | 1964 · 1966 · 1968 · 1970 Candidatosi nel 5º distretto                                                                          |
| Il distretto venne eliminato il 3 gennaio 1973 |                    |                         |                    |                    |                  |                  |                                                 |         | |

### 9º distretto
| N.                                             | Foto | Rappresentante          | Partito | Partito      | Carica         | Carica         | Congresso                                            | Mandati | Elezioni                                                                                                |
| N.                                             | Foto | Rappresentante          | Partito | Partito      | Inizio         | Termine        | Congresso                                            | Mandati | Elezioni                                                                                                |
| ---------------------------------------------- | ---- | ----------------------- | ------- | ------------ | -------------- | -------------- | ---------------------------------------------------- | ------- | --- |
| Il distretto venne creato il 4 marzo 1893      |      |                         |         |              |                |                |                                                      |         | |
| 1                                              |      | Louis W. Turpin         |         | Democratico  | 4 marzo 1893   | 3 marzo 1895   | 53                                                   | 1       | 1892 Non ottenne la ricandidatura                                                                       |
| 2                                              |      | Oscar W. Underwood      |         | Democratico  | 4 marzo 1895   | 9 giugno 1896  | 54                                                   | 1⁄2     | 1894 L'elezione venne contestata da Aldrich                                                             |
| 3                                              |      | Truman Heminway Aldrich |         | Repubblicano | 9 giugno 1896  | 3 marzo 1897   | 54                                                   | 1⁄2     | Vinse l'elezione contestata Non ricandidatosi                                                           |
| 4                                              |      | Oscar W. Underwood      |         | Democratico  | 4 marzo 1897   | 3 marzo 1915   | 55 · 56 · 57 · 58 · 59 · 60 · 61 · 62 · 63           | 9       | 1896 · 1898 · 1900 · 1902 · 1904 · 1906 · 1908 · 1910 · 1912 Candidatosi al Senato                      |
| 5                                              |      | George Huddleston       |         | Democratico  | 4 marzo 1915   | 3 gennaio 1937 | 64 · 65 · 66 · 67 · 68 · 69 · 70 · 71 · 72 · 73 · 74 | 11      | 1914 · 1916 · 1918 · 1920 · 1922 · 1924 · 1926 · 1928 · 1930 · 1932 · 1934 Non ottenne la ricandidatura |
| 6                                              |      | Luther Patrick          |         | Democratico  | 3 gennaio 1937 | 3 gennaio 1943 | 75 · 76 · 77                                         | 3       | 1936 · 1938 · 1940 Perse la rielezione                                                                  |
| 7                                              |      | John P. Newsome         |         | Democratico  | 3 gennaio 1943 | 3 gennaio 1945 | 78                                                   | 1       | 1942 Perse la rielezione                                                                                |
| 8                                              |      | Luther Patrick          |         | Democratico  | 3 gennaio 1945 | 3 gennaio 1947 | 79                                                   | 1       | 1944 Non ottenne la ricandidatura                                                                       |
| 9                                              |      | Laurie C. Battle        |         | Democratico  | 3 gennaio 1947 | 3 gennaio 1955 | 80 · 81 · 82 · 83                                    | 4       | 1946 · 1948 · 1950 · 1952 Non ricandidatasi                                                             |
| 10                                             |      | George Huddleston, Jr.  |         | Democratico  | 3 gennaio 1955 | 3 gennaio 1963 | 84 · 85 · 86 · 87                                    | 4       | 1954 · 1956 · 1958 · 1960 Candidatosi nel distretto at-large                                            |
| Il distretto venne eliminato il 3 gennaio 1963 |      |                         |         |              |                |                |                                                      |         | |

### 10º distretto
| N.                                         | Foto | Rappresentante      | Partito | Partito     | Carica       | Carica       | Congresso                             | Mandati | Elezioni                                              |
| N.                                         | Foto | Rappresentante      | Partito | Partito     | Inizio       | Termine      | Congresso                             | Mandati | Elezioni                                              |
| ------------------------------------------ | ---- | ------------------- | ------- | ----------- | ------------ | ------------ | ------------------------------------- | ------- | ----------------------------------------------------- |
| Il distretto venne creato il 4 marzo 1917  |      |                     |         |             |              |              |                                       |         |                                                       |
| 1                                          |      | William B. Bankhead |         | Democratico | 4 marzo 1917 | 3 marzo 1933 | 65 · 66 · 67 · 68 · 69 · 70 · 71 · 72 | 8       | 1916 · 1918 · 1920 · 1922 · 1924 · 1926 · 1928 · 1930 |
| Il distretto venne abolito il 3 marzo 1933 |      |                     |         |             |              |              |                                       |         |                                                       |